# Ted Kulongoski
Theodore R. Kulongoski, född 5 november 1940 i Missouri, USA, är en amerikansk demokratisk politiker. Han var guvernör i delstaten Oregon 2003–2011.

## Bakgrund
Kulongoski är född på landsbygden i Missouri och uppvuxen i Saint Louis i Missouri. Han är katolik och av polsk härkomst. Fadern dog när han var fyra år gammal. Kulongoski placerades sedan i ett katolskt barnhem. Efter high school tjänstgjorde han i USA:s marinkår. Militärtjänsten möjliggjorde hans studier vid University of Missouri, där han avlade både grundexamen och juristexamen. Efter studierna flyttade han till Eugene, Oregon, där han arbetade som arbetsmarknadsjurist.

## Politisk karriär
Kulongoski kandiderade till USA:s senat 1980 men förlorade mot republikanen Bob Packwood. Två år senare förlorade han i guvernörsvalet mot den sittande guvernören Victor G. Atiyeh. Han var delstatens justitieminister (Oregon Attorney General) 1993–1997 och därefter domare i delstatens högsta domstol 1997–2001.
I 2002 års guvernörsval besegrade Kulongoski republikanen Kevin Mannix. Han omvaldes 2006 då han fick 50 % av rösterna och utmanaren Ron Saxton 42 %. Kulongoski undertecknade 9 maj 2007 lagen om partnerskap (domestic partnership) som är på en något lägre nivå än registrerat partnerskap (civil union).